# Franco Martelli (militare 1906)
Franco Martelli (Vinci, gennaio 1906 – Dembeguinà, 15 dicembre 1935) è stato un militare italiano, insignito della medaglia d'oro al valor militare alla memoria nel corso della guerra d'Etiopia.

## Biografia
Nacque a Vinci, provincia di Firenze, nel gennaio 1906, figlio di Alessandro e Dolores Corsi. Arruolatosi nel Regio Esercito come allievo ufficiale di complemento, frequentò la Scuola di applicazione di cavalleria di Pinerolo uscendo con il grado di sottotenente nel marzo del 1928, assegnato al Reggimento "Genova Cavalleria" (4º) per il servizio di prima nomina. Conseguita la laurea in giurisprudenza presso l'università di Firenze nel 1929, ritornato alla vita civile ricoprì un delicato posto di lavoro presso un importante istituto bancario. Nel settembre 1935, promosso tenente da poco, chiese, ed ottenne, il richiamo in servizio attivo in vista dello scoppio della guerra d'Etiopia. Raggiunta l'Africa Orientale venne assegnato in servizio presso il Comando del II Corpo d'armata del generale Pietro Maravigna. Volendo combattere e stufo della vita d'ufficio, fu assegnato, dietro sua insistenza, ad uno squadrone di carri d'assalto leggeri di un Gruppo di bande indigene, col quale prese parte alle operazioni belliche. Cadde in combattimento a Dembeguinà, nella subregione dello Scirè, il 15 dicembre 1935, e fu insignito della medaglia d'oro al valor militare alla memoria. Alla sua memoria vennero intitolate diverse aule scolastiche e, in seguito, il Fascio di Combattimento di Vinci e lo stadio di Empoli.

### Annotazioni
1. ↑  Alessandro Martelli fu ministro dell'economia del Regno d'Italia tra il 1928 e il 1929.

### Fonti
1. 1 2 3 4 5 6  Combattenti Liberazione.
2. 1 2 3  Gruppo Medaglie d'Oro al Valor Militare 1965, p. 131.
3. ↑  Della Storia d'Empoli.
4. ↑   Medaglia d'oro al valor militare Martelli, Franco, su quirinale.it, Quirinale. URL consultato l'11 luglio 2021.